# 广东建设职业技术学院
广东建设职业技术学院，简称广东建院，位于广东省广州市，广东建设职业技术学院是由广东省人民政府举办、教育部备案，广东省教育厅直属的全日制普通高等院校。

## 历史
学院前身是1979年成立的广东省建筑工程技工学校；1986年成立的广东省建筑工程学校；2001年5月经广东省人民政府批准、教育部备案，升格为高职学院。2006年4月，学院由广东省建筑工程集团有限公司主管正式划转广东省教育厅管理。